# Geophis anocularis
Geophis anocularis är en ormart som beskrevs av Dunn 1920. Geophis anocularis ingår i släktet Geophis och familjen snokar. IUCN kategoriserar arten globalt som livskraftig. Inga underarter finns listade i Catalogue of Life.
Arten förekommer i bergstrakter i delstaten Oaxaca i södra Mexiko. Utbredningsområdet ligger 1500 till 2000 meter över havet. Habitatet utgörs av molnskogar och gräsmarker.